# Viaduct van Bütgenbach
Het viaduct van Bütgenbach is een 104 meter lange brug in de Oost-Belgische gemeente Bütgenbach. Het is een voormalig spoorwegviaduct dat onderdeel was van de afgeschafte spoorlijn 45A van Weywertz naar Jünkerath.

## Geschiedenis
De bouw van het viaduct vond plaats in 1912, toen Bütgenbach behoorde tot het Koninkrijk Pruisen in het Duitse Keizerrijk, en was onderdeel van de aanleg van de Vennquerbahn (een aftakking van de Vennbahn). De bedoeling ervan was het militaire Kamp Elsenborn beter te ontsluiten. Het viaduct, dat met zes rondbogen de zijvalleien van Kolberg en Burgfeldern verbond, was de grootste van twaalf spoorbruggen die op het traject werden aangelegd op het grondgebied van Bütgenbach.

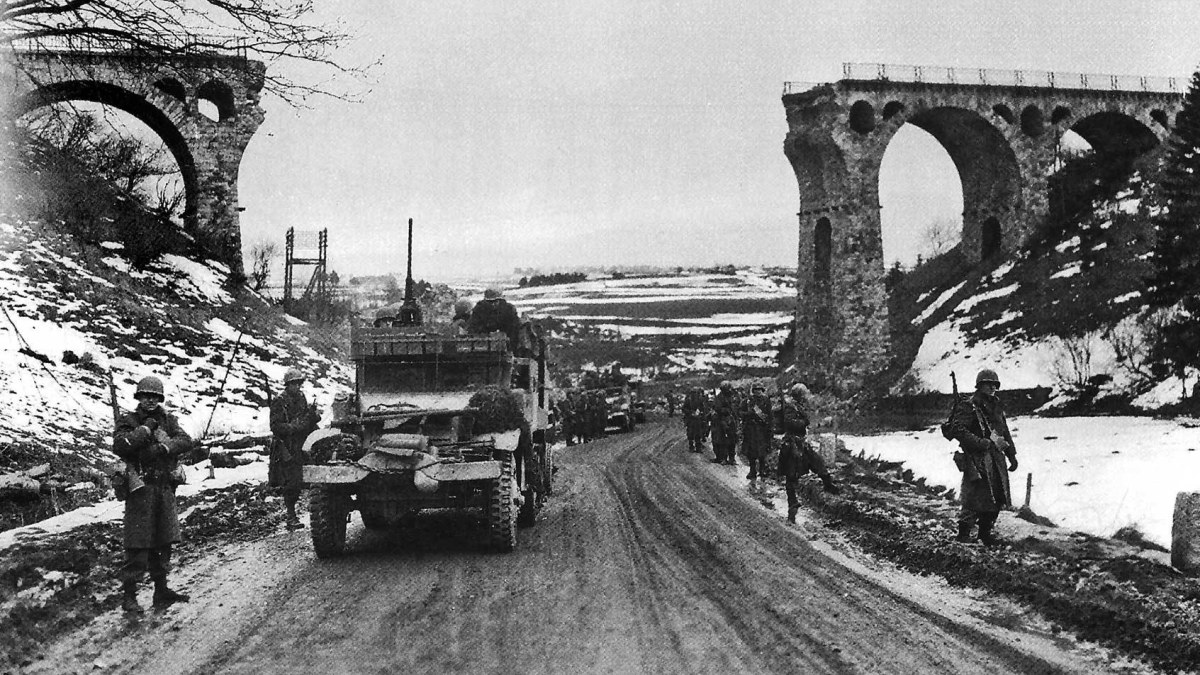
Amerikaanse soldaten bij de opgeblazen brug in december 1944

Tijdens de Eerste Wereldoorlog probeerden Russische spionnen het viaduct in 1916 op te blazen, maar hun plan mislukte. Tegen de Tweede Wereldoorlog was het gebied Belgisch geworden en had het Belgische leger explosieven aangebracht om de verwachte Duitse invasie tegen te houden. De bewakers werden in de nacht van 9 op 10 mei aangevallen en ontwapend door een speciale eenheid van de Wehrmacht, die de explosieven onschadelijk maakte. Zestien bewakers werden in 1946 wegens verraad ter dood veroordeeld door de krijgsraad van Malmedy (nadien omgezet in levenslang).
Ondertussen had het terugtrekkende Duitse leger het viaduct op 13 september 1944 zelf opgeblazen, waardoor ze het enkele maanden later niet konden gebruiken tijdens hun Ardennenoffensief. De twee vernielde pijlers werden na de oorlog hersteld. In maart 1946 reden er weer treinen over het viaduct. In 1982 werd het treinverkeer op de lijn stilgelegd, al waren er nog occasionele passages. De laatste was een trein van Toerisme en Spoorpatrimonium in oktober 2004. In 2007 werden de sporen verwijderd en in 2014 werd de brug onderdeel van de nieuwe RAVeL L45a.